# Зустрічний провідник

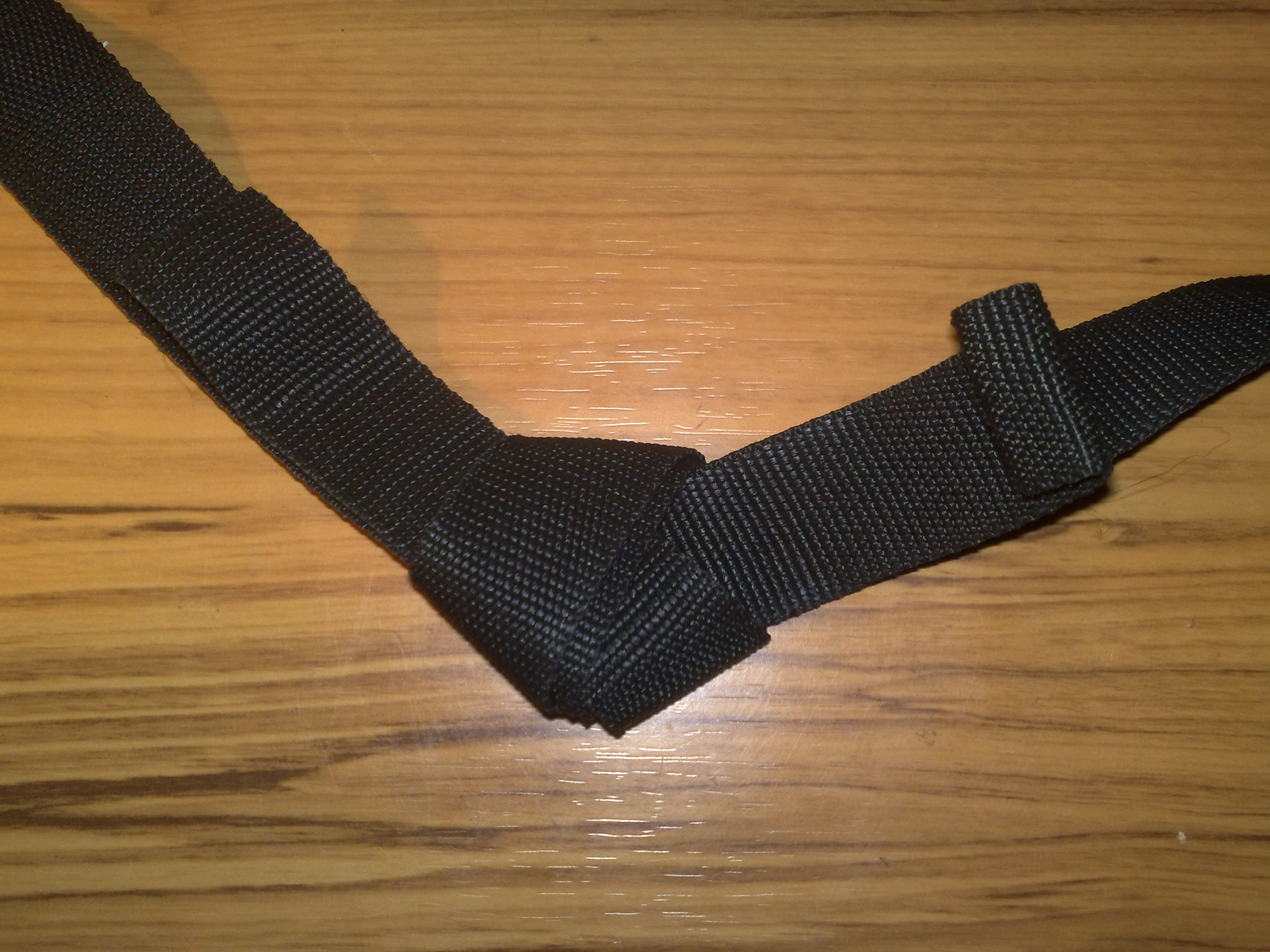
Зустрічний провідник.

Зустрічний провідник — модифікація простого вузла для скріплення двох мотузок . Відомий з давнини. Міцність 47 %.

## Способи зав'язування
- На одному кінці стрічки зав'язується (але не затягується) простий вузол. Друга мотузка проводиться через вузол назустріч першій. Недолік: довго зав'язувати, можливі помилки.
- Дві стрічки, зв'язуються, накладаються з необхідним нахльостом (залежить від стрічок), потім на місці накладення зав'язується простий вузол. Недоліки: необхідно протягувати через вузол майже всю довжину однієї зі стрічок.

## Переваги
майже єдиний вузол для зв'язування стрічок

## Недоліки
Сильно знижує міцність стрічок,